# Capela de São Sebastião (Frechas)
A Capela de São Sebastião é uma pequena capela situada na aldeia de Frechas, no Município de Mirandela, Trás-os-Montes, em Portugal.